# Roniel Campos
Pour les articles homonymes, voir Campos.
Campos  Lucena est un nom espagnol. Le premier nom de famille, en général paternel, est Campos ; le second, en général maternel, souvent omis, est Lucena.
Roniel Campos Lucena (né le 27 juillet 1993 à Nirgua) est un coureur cycliste vénézuélien. Il a notamment remporté le Tour du Táchira à trois reprises entre 2020 et 2022. 

## Palmarès et résultats

### Palmarès par année
- 2011
  -  Champion du Venezuela du contre-la-montre juniors
- 2014
  - 2e du championnat du Venezuela du contre-la-montre espoirs
- 2015
  - 3e du Clásico Virgen de la Begoña
- 2016
  - 4e étape de la Clásica San Eleuterio
  - 6e étape du Tour du Trujillo
  - 1re étape du Tour de Bramón
  - 2e de la Clásica San Eleuterio
  - 3e du championnat du Venezuela sur route
  - 3e du Tour du Trujillo
- 2017
  - 7e étape du Tour du Táchira
  - Clásico Ferias de Nirgua
  - 2e et 4e étapes du Grand Prix du 22 Mé
  - 2e du Clásico Virgen de La Candelaria
- 2018
  - 1re étape du Grand Prix du 22 Mé
- 2019
  - 2e étape du Grand Prix du 22 Mé
  - Grand Prix Caron
- 2020
  - Tour du Táchira
  - 3e étape du Tour du Venezuela
  - 2e du Tour du Venezuela
- 2021
  - Tour de Bramón :
    - Classement général
    - 3e étape

  - Tour du Táchira : 
    - Classement général
    - 2e, 3e et 5e étapes
- 2022
  - 3e étape du Tour de Bramón
  - Tour du Táchira : 
    - Classement général
    - 6e étape

  - 3e étape de la Vuelta a Tovar
- 2024
  - Tour de Bramón :
    - Classement général
    - 2e étape

  - 2e, 3e et 4e étapes du Tour du Trujillo
  - 2e du Tour du Trujillo
- 2025
  - 2e étape du Tour de Bramón
  - 2e de la Vuelta a Barinitas
  - 2e de la Ruta Multimarcas
  - 2e de la Chengdu Tianfu Greenway Race

### Classements mondiaux
| Année                                 | 2014 | 2015 | 2016  | 2017  | 2018 | 2019  | 2020 | 2021 | 2022 | 2023  | 2024  |
| ------------------------------------- | ---- | ---- | ----- | ----- | ---- | ----- | ---- | ---- | ---- | ----- | ----- |
| Classement mondial                    |      |      | 1029e | 1459e | nc   | 2827e | 695e | 768e | 919e | 1425e | 1643e |
| UCI Asia Tour                         | nc   | nc   | nc    | 575e  | nc   |       |      |      |      |       |       |
| UCI America Tour                      | 446e | nc   | 102e  | 161e  | nc   | 466e  | 51e  | 86e  | 98e  | nc    | nc    |
|                                       |      |      |       |       |      |       |      |      |      |       |       |
| Légende : nc = non classéSource : UCI |      |      |       |       |      |       |      |      |      |       |       |